# Santa Coloma de Gramenet (kommun)
Santa Coloma de Gramenet är en kommun i Spanien.   Den ligger i provinsen Província de Barcelona och regionen Katalonien, i den östra delen av landet, 500 km öster om huvudstaden Madrid. Antalet invånare är 120 593. Arean är 7,0 kvadratkilometer. Santa Coloma de Gramenet gränsar till Barcelona, Badalona, Sant Adrià de Besòs och Montcada i Reixac. 
Terrängen i Santa Coloma de Gramenet är huvudsakligen platt, men norrut är den kuperad.